# Musiche da film
Musiche da film è una raccolta di 20 brani appartenenti a colonne sonore composte da Angelo Branduardi. I brani erano già stati pubblicati in LP (State buoni se potete, Momo, Secondo Ponzio Pilato)

## Tracce
1. Vanità di vanità
2. Tema di Leonetta
3. Danse des Filles de Joie
4. Canzone di Cadigia
5. State buoni se potete
6. Capitan Gesù
7. Vanità di vanità (strumentale)
8. La canzone del deserto
9. Salomè
10. La strage
11. Secondo Ponzio Pilato
12. Tema del villaggio
13. La Tempesta
14. La manifestazione dei bambini
15. Momo e Cassiopea
16. La canzone di Momo per orchestra di mandolini
17. Il palazzo di Hora
18. Gli uomini grigi all'inseguimento di Momo
19. La grande giostra
20. La canzone di Momo